# Turdoides subrufa
Turdoides subrufa là một loài chim trong họ Leiothrichidae.